# Seznam členů Zastupitelstva Jihomoravského kraje (volby 2004)
Seznam osob zvolených do Zastupitelstva Jihomoravského kraje v roce 2004.
| #  | jméno               | za stranu                                 | funkce            |
| -- | ------------------- | ----------------------------------------- | ----------------- |
| 1  | Stanislav Juránek   | KDU-ČSL                                   | hejtman           |
| 2  | Lubomír Šmíd        | KDU-ČSL                                   | člen Rady         |
| 3  | František Adamec    | KDU-ČSL                                   | člen Rady         |
| 4  | Marie Cacková       | KDU-ČSL                                   | členka Rady       |
| 5  | Jan Letocha         | KDU-ČSL                                   | člen Rady         |
| 6  | Jan Koráb           | KDU-ČSL                                   |                   |
| 7  | Pavel Balík         | KDU-ČSL                                   |                   |
| 8  | Václav Horák        | KDU-ČSL                                   | náměstek hejtmana |
| 9  | Jiří Bělehrádek     | KDU-ČSL                                   |                   |
| 10 | Jiří Životský       | KDU-ČSL                                   |                   |
| 11 | Anna Matějková      | KDU-ČSL                                   |                   |
| 12 | David Macek         | KDU-ČSL                                   |                   |
| 13 | Martin Bedrava      | KDU-ČSL                                   |                   |
| 14 | František Havíř     | KDU-ČSL                                   |                   |
| 15 | Pavel Prokop        | KDU-ČSL                                   |                   |
| 16 | Miloš Petrů         | KDU-ČSL                                   |                   |
| 17 | Jan Husák           | KDU-ČSL                                   |                   |
| 18 | Alois Vybíral       | KDU-ČSL                                   |                   |
| 19 | František Houšť     | KDU-ČSL                                   |                   |
| 20 | Zdeněk Vích         | KDU-ČSL                                   |                   |
| 21 | Mojmír Vlašín       | Zelená pro Moravu (Strana zelených a LiRA |                   |
| 22 | Jana Drápalová      | Zelená pro Moravu (Strana zelených a LiRA |                   |
| 23 | Jiří Löw            | Zelená pro Moravu (Strana zelených a LiRA |                   |
| 24 | Milan Venclík       | ODS                                       | náměstek hejtmana |
| 25 | Igor Poledňák       | ODS                                       | náměstek hejtmana |
| 26 | Miloš Šifalda       | ODS                                       | člen Rady         |
| 27 | Jaroslav Pospíšil   | ODS                                       | člen Rady         |
| 28 | Anna Procházková    | ODS                                       | členka Rady       |
| 29 | Petr Fridrich       | ODS                                       |                   |
| 30 | Jaroslava Králová   | ODS                                       |                   |
| 31 | Lubor Šimeček       | ODS                                       |                   |
| 32 | Vladimír Šmerda     | ODS                                       |                   |
| 33 | Jiří Kadrnka        | ODS                                       |                   |
| 34 | Libor Kosour        | ODS                                       |                   |
| 35 | Dušan Jakoubek      | ODS                                       |                   |
| 36 | Ilona Sokolová      | ODS                                       |                   |
| 37 | Jiří Šimeček        | ODS                                       |                   |
| 38 | Vít Blaha           | ODS                                       |                   |
| 39 | Vladimír Ryba       | ODS                                       |                   |
| 40 | Igor Fučík          | ODS                                       |                   |
| 41 | Jaroslav Zoubek     | ODS                                       |                   |
| 42 | Rostislav Koštial   | ODS                                       |                   |
| 43 | Zuzana Domesová     | ČSSD                                      |                   |
| 44 | Václav Božek        | ČSSD                                      |                   |
| 45 | Zdeněk Pavlík       | ČSSD                                      |                   |
| 46 | Radmila Vondráková  | ČSSD                                      |                   |
| 47 | Oldřich Ryšavý      | ČSSD                                      |                   |
| 48 | David Dallago       | ČSSD                                      |                   |
| 49 | Jiří Růžička        | ČSSD                                      |                   |
| 50 | Aleš Ryšánek        | ČSSD                                      |                   |
| 51 | Michal Bortel       | ČSSD                                      |                   |
| 52 | Jan Procházka       | KSČM                                      |                   |
| 53 | Stanislav Navrkal   | KSČM                                      |                   |
| 54 | Vincencia Kaděrová  | KSČM                                      |                   |
| 55 | Ivo Pojezný         | KSČM                                      |                   |
| 56 | Vojtěch Adam        | KSČM                                      |                   |
| 57 | Pavel Březa         | KSČM                                      |                   |
| 58 | Ludvík Hekrle       | KSČM                                      |                   |
| 59 | Augustin Forman     | KSČM                                      |                   |
| 60 | Zdeněk Koudelka     | KSČM                                      |                   |
| 61 | Jozef Fuska         | KSČM                                      |                   |
| 62 | Jaroslava Baštařová | KSČM                                      |                   |
| 63 | Helena Sýkorová     | KSČM                                      |                   |
| 64 | Ludmila Živná       | KSČM                                      |                   |
| 65 | Jan Navrátil        | KSČM                                      |                   |

Ustavující zasedání Zastupitelstva Jihomoravského kraje ve volebním období 2004–2008 se konalo 16. prosince 2004.